# 包裝永勝
包裝永勝（英語：Shadow Hero，前譯「影子英雄」），是一匹曾在澳洲和香港出賽的已退役賽駒，來港後練馬師是大衛希斯。競賽生涯中兩勝國際一級賽。

## 簡介
身價高達1,600萬港元的「包裝永勝」來港前一直在澳洲服役出賽，當中曾勝出兩場國際一級賽和一場國際三級賽。2019年9月28日，柏爾策騎「包裝永勝」勝出澳洲玫瑰崗馬場的國際三級賽高明錦標。2019年10月12日，柏爾策騎「包裝永勝」勝出澳洲蘭域馬場的國際一級賽春季冠軍錦標。2020年3月7日，柏爾策騎「包裝永勝」勝出澳洲蘭域馬場的國際一級賽蘭域堅尼。其後，「包裝永勝」被運來香港服役，加盟大衛希斯馬房。
2020年11月29日，「包裝永勝」於香港首次出賽。
2021年1月24日，潘頓策騎「包裝永勝」出戰四歲系列首關香港經典一哩賽，取得第五名。
2021年2月21日，潘頓策騎「包裝永勝」出戰四歲系列賽次關香港經典盃，取得第三名。
2021年3月21日，潘頓策騎「包裝永勝」出戰四歲系列賽尾關香港打吡大賽，取得第十二名。賽後，包裝系馬主李文斌隨即灑脫地安排「包裝永勝」在港退役返澳洲競賽，轟動馬圈之餘，更令不少馬迷直呼「好型」，而李文斌則指這決定是完全基於為馬兒的前途着想。
2021年3月24日，「包裝永勝」宣告退役，結束其在港的競賽生涯，被運返澳洲。雖然幕後希望「包裝永勝」可以重新出發，可惜「包裝永勝」於同年9月10日試閘後被發現兩邊鼻孔流鼻血。因此，幕後決定安排這匹馬宣告退役，正式結束其競賽生涯。

## 在港以外大賽出賽全紀錄
| 比賽日期   | 賽事名稱     | 賽事班次 | 賽道 | 賽事路程 | 比賽馬場   | 名次 | 完成時間 | 騎師 |
| ---------- | ------------ | -------- | ---- | -------- | ---------- | ---- | -------- | ---- |
| 08/06/2019 | 阿堅斯錦標   | G1       | 草地 | 1600米   | 鷹園馬場   | 4    | —        | 卡爾 |
| 28/09/2019 | 高明錦標     | G3       | 草地 | 1800米   | 玫瑰崗馬場 | 1    | 1:49.10  | 柏爾 |
| 12/10/2019 | 春季冠軍錦標 | G1       | 草地 | 2000米   | 蘭域馬場   | 1    | 2:00.79  | 柏爾 |
| 02/11/2019 | 維多利亞打吡 | G1       | 草地 | 2500米   | 費明頓馬場 | 5    | —        | 柏爾 |
| 22/02/2020 | 河霸圍錦標   | G2       | 草地 | 1400米   | 玫瑰崗馬場 | 5    | —        | 柏爾 |
| 07/03/2020 | 蘭域堅尼     | G1       | 草地 | 1600米   | 蘭域馬場   | 1    | 1:37.30  | 柏爾 |
| 21/03/2020 | 玫瑰崗堅尼   | G1       | 草地 | 2000米   | 玫瑰崗馬場 | 4    | —        | 柏爾 |
| 04/04/2020 | 澳洲打吡     | G1       | 草地 | 2400米   | 蘭域馬場   | 4    | —        | 柏爾 |